# Peninsular
Een peninsular was in het Spaanse koloniale kastensysteem iemand die etnisch Spaans was, en geboren in Spanje. Het woord is afkomstig van het Spaanse peninsula, dat schiereiland betekent, aangezien Spanjaarden afkomstig zijn van het Iberisch Schiereiland. In de volksmond werden zij gachupines genoemd.
Peninsulares stonden in de hiërarchie van sangre y tierra (bloed en bodem) bovenaan, nog boven de criollo's, de Spanjaarden die in de kolonie waren geboren. De hoogste posities waren alleen voor de peninsulares weggelegd, waaronder die van de vicekoning. Wel waren ze aan allerlei beperkingen gebonden, zo mochten ze geen grond bezitten in de kolonie en er slechts bij grote uitzondering trouwen, omdat de Spaanse kroon vreesde dat de peninsulares anders loyaal zouden worden aan de kolonie in plaats van Spanje. Na hun functie te hebben bekleed keerden de meeste peninsulares weer terug naar Spanje.

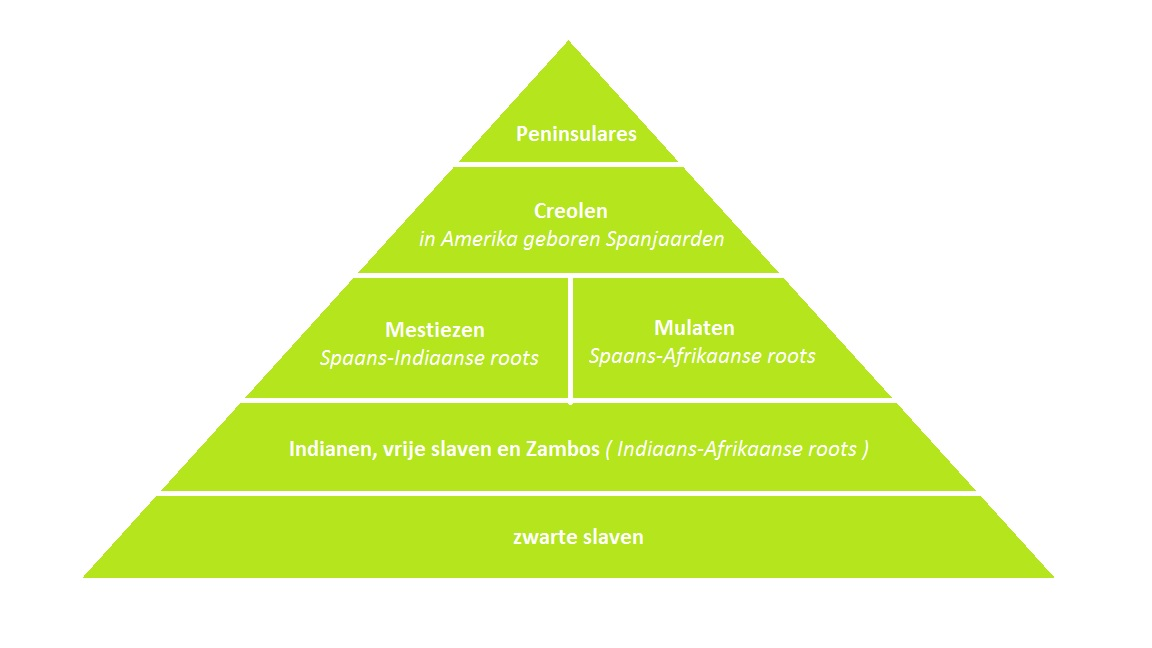
De koloniale hiërarchie in de Spaanse kolonies

Peninsulares leefden op gespannen voet met de criollos, die dikwijls jaloers waren op hun macht, terwijl andersom de peninsulares niet de economische mogelijkheden hadden die de criollos wel hadden. Tijdens de onafhankelijkheidsoorlogen werden de peninsulares door de nieuwe machthebbers, die meestal criollos waren, opzij geschoven en hun positie was dan ook uitgespeeld.